# Seaside
Seaside es una comunidad del estado de Florida, Estados Unidos. Está situada en el condado de Walton, a medio camino entre Fort Walton y Panama City. Fundada por el promotor Robert S. Davis, es una especie de pequeña ciudad privada. La estructura de la ciudad fue diseñada por el matrimonio de arquitectos Andrés Duany y Elizabeth Plater-Zyberk en un momento en que el condado de Walton no tenía ningún plan general de ordenación urbana, por lo que ante la ausencia de regulaciones, Duany y Plater-Zyberk pudieron presentar un desarrollo con una densidad levemente más alta de lo normal.

## Características
Está considerada como la primera muestra del movimiento Nuevo urbanismo y ejemplo de la puesta en práctica acertada de esta ideología, habiendo sido tomada como modelo para otros proyectos de la misma naturaleza en todo el mundo. Seaside es sobre todo una comunidad vacacional, en la que los residentes viven ahí unos cuantos meses al año, mezclándose con los turistas que alquilan cabañas y casas. La película The Truman Show fue filmada en Seaside.

## Críticas
Ha recibido críticas por sus estándares arquitectónicos rígidos que provocan limitaciones determinantes en la decoración externa de las casas, dando como resultado una estética manufacturada. Otros han criticado esta comunidad para su carencia de diversidad socioeconómica, algo que algunos ven como particularmente irónico dado que fue inicialmente modelada basándose en vecindades diversas y urbanas de grandes ciudades norteamericanas como Nueva York o San Francisco. A pesar de todo, Seaside ha tenido un impacto significativo en el planeamiento urbano de muchas ciudades, y proyectos New Urbanism continúan proliferando en todo el mundo haciendo que muchos diseñadores y planificadores urbanos estén comenzando a entender la importancia de las comunidades de mayor densidad.